# Кальметьев, Марс Рахматуллович
Марс Рахматуллович Кальметьев (род. 22 августа 1946, Буздяк, Башкирская АССР) — российский политический деятель, депутат Государственной думы четвёртого созыва

## Биография
В 1970 году окончил Уфимский авиационный институт по специальности «Электрические машины и аппараты». В 1995—2003 годах — глава администрации Кировского района, глава муниципального образования Кировский район города Уфы.

### Депутат госдумы
Депутат Государственной Думы Федерального Собрания Российской Федерации, заместитель председателя Комитета по гражданскому, уголовному, арбитражному и процессуальному законодательству (2003—2007). Депутат Государственного Собрания — Курултая Республики Башкортостан 1-го (1995—1999) и 2-го (1999—2003) созывов.